# Константинопольский собор (1756)
Константинопольский собор 1755—1756 годов — поместный собор Православной церкви, объявивший все таинства вне Православной церкви недействительными,  а также осудивший католическую практику крещения и постановивший принимать католиков и протестантов, обращающихся в православие, через крещение.

## Традиция чиноприёма инославных
Великая схизма 1054 года и Реформация потребовали формулирования отношения Православной церкви к католицизму и протестантизму. По возникшему вопросу о практике приёма католиков в лоно Православной церкви имелись различные мнения (через покаяние, миропомазание, крещение). В 1484 году Константинопольский поместный собор урегулировал данный вопрос, постановив принимать католиков через миропомазание. Данная практика чиноприёма утвердилась в Православной церкви. Так, патриарх Антиохийский Макарий III, отстаивая точку зрения о недопустимости повторного крещения латинян, писал в 1657 году: «мы признаём их священство и никогда не хиротонисали вновь латинских священников при обращении их в православие, также должны признавать и их крещение. Они только схизматики, а схизма не творит человека неверным и некрещёным, а творит только отлучённым от Церкви». Недопустимость перекрещивания инославных (даже протестантов) отстаивал патриарх Константинопольский Иеремия III. Недопустимость перекрещивания еретиков упоминалась также в «Послании Патриархов восточно-кафолической Церкви о Православной вере» от 1723 года (патриархов Константинопольского Иеремии III, Антиохийского Афанасия III и Иерусалимского Хрисанфа): «таким же образом мы почитаем крайне ложным и нечистым то учение, будто бы несовершенством веры нарушается целость и совершенство таинства. Ибо еретики, которых принимает Церковь, когда они отрекаются от своей ереси и присоединяются ко Вселенской Церкви, получили Крещение совершенное, хотя имели веру несовершенную. И когда они напоследок приобретают веру совершенную, то их не перекрещивают».
В XVII веке усилился католический прозелитизм среди православного населения Османской империи, а в 1729 году Римская Конгрегация пропаганды веры запретила всяческое участие в католических таинствах (лат. сommunicatio in sacris) христиан, не состоящих в общении с Римом, что фактически подставило под сомнение законность совершения таинств «схизматиками и еретиками», а соответственно и всю церковную жизнь Православной церкви.

## Предыстория Собора

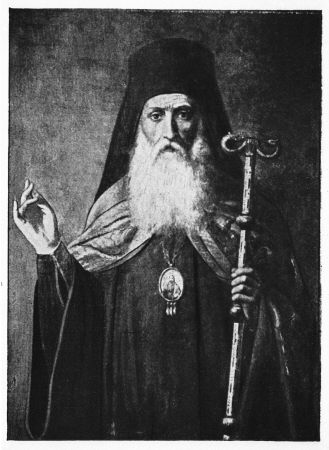
Патриарх Кирилл V дважды занимал Константинопольскую кафедру (1748—1751) и (1752—1757)

Патриарх Константинопольский Кирилл V, настроенный антилатински, настаивал на приёме бывших католиков в Православную церковь, вопреки церковной традиции, исключительно через крещение. В июне 1751 года из-за своей позиции по вопросу перекрещивания католиков патриарх был низложен митрополитами и отправился в изгнание на остров Халки. Новый патриарх Паисий II и Священный синод Константинопольской церкви осудили мнение Кирилла и некого монаха Авксентия, защищавшего бывшего патриарха и его воззрения. Османские власти арестовали Авксентия, чем вызвали беспорядки его последователей. Народные волнения вынудили османские власти вернуть из ссылки Кирилла V и восстановить его на патриаршей кафедре. Таким образом, в 1752 году патриарх Паисий, придерживавшийся традиционной практики принятия католиков через миропомазание, под давлением верующих был смещён, а на патриарший престол вернулся Кирилл V. В 1755 году Кирилл V издал послание, в котором отверг законность крещения католиков и армян, при этом 18 архиереев Синода во главе с митрополитом Кизическим Ананией издали против этого послания свой декрет, где отвергли воззрения патриарха. Епископы, подписавшие декрет против патриарха, были удалены из Константинополя, а послание Кирилла V прочитано во всех храмах.
Таким образом в 1755 году особую остроту в Константинопольской церкви приобрёл спор о чиноприёме инославных, между патриархом Кириллом V и проповедником Авксентием Диаконом, с одной стороны и бывшим патриархом Паисием II и митрополитом Каллиником, с другой. Противостояние патриарха Кирилла V и прокатолически настроенных иерархов Константинопольской церкви вынудило последнего обратиться за поддержкой к патриархам Александрийскому и Иерусалимскому.
Главными причинами Собора 1756 года епископ Сергий (Серафимов) считал «бедственное положение, в каком находилась она [Греческая церковь] в половине XVIII века», а также «римскую пропаганду и особенно от иезуитов, которые для достижения своей цели — распространяли римско-католическое учение между православными, позволяли себе все возможные средства». Церковный историк А. П. Лебедев писал, что соборное определение 1756 года было принято в обстоятельствах церковных нестроений, сопровождающих спор относительно крещения латинян. Сербский православный канонист епископ Никодим (Милаш) главной причиной решений собора называет чрезвычайные обстоятельства православно-католических отношений XVIII века и ответом греческой церкви на агрессивную латинскую пропаганду.

## Решения собора и последствия
Отцы собора осудили практику католического крещения, в соборных определениях говорилось:

«Так как три года тому назад поднят вопрос о том, надлежит ли признавать крещение еретиков, обращающихся к нам, раз это крещение совершается вопреки преданию св. апостолов и св. отцов, а также вопреки обычаям и постановлениям кафолической и апостольской Церкви, то мы... считающие противным всему апостольскому преданию и как произведение развращенных людей все, что у еретиков и что не совершается так, как заповедано Духом Святым и апостолами, и как это совершается ныне в Христовой Церкви, — общим постановлением отметаем всякое еретическое крещение, а посему всех еретиков, к нам обращающихся, принимаем как неосвященных и некрещенных, причем мы этим следуем прежде всего Господу нашему Иисусу Христу, заповедавшему своим апостолам крестить во имя Отца, и Сына, и Святого Духа; далее следуем святым божественным апостолам, установившим троекратное погружение с произнесением при каждом из них одного лица Святой Троицы... наконец, мы этим следуем  второму и пято-шестому вселенским соборам, предписывающим считать некрещенными всех, обращающихся в Православие, не бывших крещенными через троекратное погружение, при каждом из которых призывалось бы имя одной из Божественных Ипостасей, а крещенных каким-либо иным образом. Держась этих святых и божественных установлений, мы считаем достойным осуждения и отвратительным еретическое крещение, так как оно не соответствует, а противоречит апостольскому божественному установлению, и есть не иное что, как бесполезное, по слову св. Амвросия и св. Афанасия Великого, умывание, оглашенного вовсе не освящающее и от греха не очищающее; вот почему всех, от еретиков некрещенно крещенных, когда они обращаются в Православие, мы принимаем как некрещенных и без всякого смущения крестим их по апостольским и соборным правилам».
Орос собора подписали патриархи Константинопольский Кирилл V, Александрийский Матфей Псалт и Иерусалимский Парфений. В постановлении собора Римско-католическая церковь не упоминается, однако решения собора были направлены в первую очередь против католиков. После принятия ороса в греческих церквях стали перекрещивать католиков и протестантов, а переходящих в православие представителей нехалкидонских и доэфесских церквей принимали без перекрещивания. Несмотря на это решение собора, в Русской православной церкви новообращённых из числа бывших католиков и униатов продолжали принимать через таинство покаяния.

## Значение и оценки
По мнению исследователей, решение греческих церквей в отношении инославного крещения мотивировалось, в первую очередь, не экклезиологическими причинами, а желанием сдержать миссионерскую деятельность иезуитов на островах греческого архипелага. Решение о перекрещивании католиков было следствием агрессивного католического прозелитизма, развёрнутого в православной среде и создания Грекокатолических церквей, которые добились определённых успехов в Восточной Европе и на Ближнем Востоке. В грекоязычных поместных православных церквях практика перекрещивания католиков просуществовала до конца XIX века.
Русский богослов Николай Афанасьев отмечал неточность соборного постановления в ссылках на каноны. Правила Второго Вселенского и Трулльского соборов не устанавливают требований к правильной форме крещения, о котором упоминается в постановлении патриарха Кирилла V. Таким образом ссылаясь на Апостольские правила, фактически собор 1756 года осуждает еретическое крещение не за неправильную форму таинства, а по причине того, что у еретиков всё совершается не так, как заповедано Духом
Святым. Афанасьев считал, что постановление собора 1756 года «в действительности это не что иное, как признание учения Киприана Карфагенского о таинствах еретиков. В силу одновременного признания двух противоречащих принципов заключение постановления является необоснованным, так как оно требует крещения всех еретиков». Сербский православный канонист епископ Никодим (Милаш) отмечает, что соборное постановление было мотивировано православной традицией крещения с трёхкратным погружением и каноническим осуждением единократного погружения при крещении. Однако, как отмечает Никодим, Православная церковь никогда не осуждала обливательное крещение, допускала его в случае необходимости и поэтому решение Константинопольского собора 1756 года «находится в противоречии с практикой восточной церкви всех веков и в частности — с практикой и самой греческой церкви от времени разделения церквей и до оного Цареградского Собора».    
Австрийский церковный историк Эрнст Зуттнер писал, что постановление собора Греческой церкви 1755—1756 годов на тот момент являлось наиболее жёсткой оценкой Латинской церкви со времён Великой схизмы, а каждая из церквей (Католическая в 1729 году, а Православная в 1755 году) заявила о своей экклезиологической и сотериологической исключительности. По мнению Зуттнера, декрет 1729 года и решения собора 1756 года более негативным образом повлияли на православно-католические отношения, чем взаимные анафемы 1054 года. Богослов и церковный писатель архимандрит Амвросий (Погодин) оценивал постановление собора не как «церковное», а как результат «демагогии и острого шовинизма» и проигнорировавшее мнение Святых отцов, Марка Эфесского и патриарха Геннадия Схолария по вопросу приёма инославных.
По мнению церковного историка и патролога Иоанна Мейендорфа католические таинства были признаны недействительны поскольку католики пытались посеять раздор в Православной церкви: «…когда в XVIII веке в оккупированной турками Греции иезуиты через французское посольство добились разрешения открыть школы, больницы и другие общественные учреждения с правом совершать таинства для православных, и совершённые ими таинства были признаны недействительными».
Принятие собором 1756 года решения о перекрещивании инославных, противоречащее традиции, сложившейся в Православной церкви, заставило греческих канонистов истолковать прежнее каноническое право о приёме инославных без повторного крещения (7-е правило Второго Вселенского собора, 95-е правило Трулльского собора и постановление Константинопольского собора 1484 года) как проявление «снисхождения, или икономии».